# دوري المقاطعات الشمالي الغربي 2015–16
ءدوري المقاطعات الشمالي الغربي 2015–16 هو موسم من دوري المقاطعات الشمالي الغربي. فاز فيه Colne F.C. ‏.